# Mega Ditch
Mega Ditch är en anläggning inom skateboard. Där används den för disciplinerna slalom, som utförs mellan koner i den plana delen av diket. Bankslalom utförs med koner uppsatta på sluttningarna. Även Longboard cruising, samt Street skating (sida till sida) kan utövas i en Mega Ditch.

## Bakgrund
Mega Ditch (svenska stort dike) avsåg ursprungligen de stora vattendikena i betong som finns i Kalifornien. Vanligtvis med sluttande väggar (engelska banks) och en slät botten flera meter bred.  Redan på 1970-talet fann man de lämpliga för skateboardåkning och de blev en klassisk skateboardmiljö.